# Eisenbahnunfall von Zaoqiao
Der Eisenbahnunfall vom Zaoqiao vom 15. November 1991 im Bereich des Bahnhofs von Zaoqiao im Landkreis Miaoli, Republik China (Taiwan), war die Flankenfahrt eines Personenzugs in einen anderen. 30 Menschen starben.

## Ausgangslage

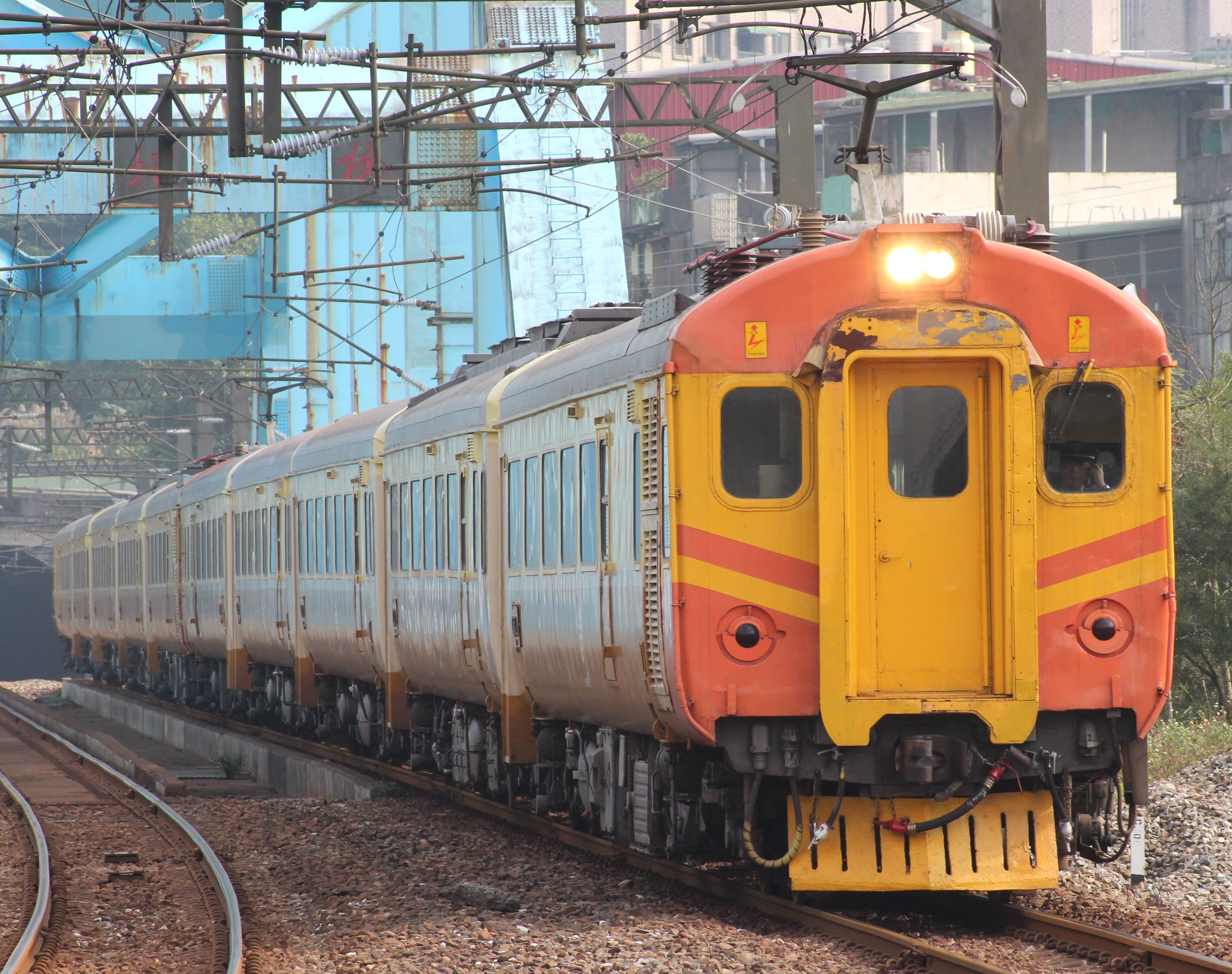
Zug der Baureihe 100, wie er als T.C. 1006 verkehrte

An dem Unfall beteiligt waren der Zug Tze-Chiang (T.C) 1006 und der Zug Chu-Kuang (C.K) 1, der aus sechs Wagen bestand. Der T.C. 1006 wurde mit einem elektrischen Triebwagen der Baureihe 100 gefahren.
Die Züge waren auf der Bahnstrecke Zhunan–Changhua unterwegs. Diese war mit einem Zugbeeinflussungssystem ausgestattet, das eine Zwangsbremsung auslöste, wenn ein „Halt“ zeigendes Signal überfahren wurde.

## Unfallhergang
Der Zug C.K. 1 fuhr in das Streckengleis ein, dabei war er durch ein „Halt“ zeigendes Signal auf dem Streckengleis gedeckt. Der Zug T.C. 1006 war auf dem Streckengleis unterwegs, als – unbemerkt vom Lokomotivführer – die automatische Zugbeeinflussung ausfiel. Der Lokomotivführer des T.C. 1006 übersah und überfuhr das „Halt“ zeigende Signal. Als er den Zug C.K. 1 vor sich sah, war es zu spät, den eigenen Zug noch vor einer Kollision zum Stehen zu bringen. Der Zusammenstoß erfolgte gegen 16:00 Uhr Ortszeit (UTC+8). Dabei traf der T.C. 1006 den vorletzten Wagen des C.K. 1, dessen sämtliche Wagen entgleisten und aus dem Gleis kippten.

## Folgen
30 Menschen starben, 112 wurden darüber hinaus verletzt. Unter den Opfern waren zahlreiche Japaner, darunter auch der Abgeordnete Hideaki Oshiro (大城秀昭).
Sowohl der Lokomotivführer des T.C. 1006 als auch der Chef der Eisenbahn wurden wegen fahrlässiger Tötung angeklagt. Der Lokomotivführer erhielt vier Jahre Freiheitsstrafe, der Chef der Eisenbahn wurde freigesprochen.